# Belarussischer Fußballpokal 1994/95
Der Belarussische Fußballpokal 1994/95 war die vierte Austragung des belarussischen Pokalwettbewerbs der Männer. Das Finale fand am 28. Juni 1995 im Dinamo-Stadion von Minsk statt. Titelverteidiger FK Dinamo Minsk schied im Achtelfinale gegen FK Maladsetschna aus. Pokalsieger wurde Dinamo-93 Minsk, der sich im Finale gegen Tarpeda Mahiljou durchsetzte.

## Modus
Im Gegensatz zur Liga wurde der Pokal im Herbst-Frühjahr-Rhythmus ausgetragen. Alle Begegnungen wurden in einem Spiel ausgetragen. Bei unentschiedenem Ausgang wurde zur Ermittlung des Siegers eine Verlängerung gespielt. Stand danach kein Sieger fest, folgte ein Elfmeterschießen. Der Sieger qualifizierte sich für den Europapokal der Pokalsieger.

## Teilnehmende Teams
| Wyschejschaja Liha (16) | Perschaja Liha (13) | Druhaja Liha (12) |
| --- | --- | --- |
| - FK Dinamo Minsk - Dinamo-93 Minsk - Schinnik Babrujsk - FK Dinamo Brest - FK Arbita Lida - Dnjapro Mahiljou - FK Babrujsk - FK Njoman Hrodna - FK Maladsetschna - Tarpeda Minsk - FK Schachzjor Salihorsk - Tarpeda Mahiljou - Lokomotiv Wizebsk - Homselmasch Homel - Wedrytsch Retschyza - Dwina Wizebsk | - Ataka-Aura Minsk - Brestbytchim Brest - Chimik Swetlahorsk - ZLiN Homel - Kardan-Flyers Hrodna - Chimwalankno Hrodna - Kamunalnik Pinsk - Transmasch Mahiljou - Palesse Masyr - Santanas Samachwalawitschy - FK Tarpeda Schodsina - KPF Slonim - Stroitel Staryja Darohi | - Dinamo-Juni Minsk - FK Dnjapro Rahatschou - Drewaaprazoutschyk Masty - Fandok-2 Babrujsk - Fomalgaut Baryssau - FK Legmasch Orscha - Metapol Baranawitschy - Biolog Nawapolazk - Naftan Nawapolazk - Autaprowad Schtschutschyn - Sarja Jasyl - Stroitel Bjarosa |

## 1. Runde
Teilnehmer: 9 Mannschaften der zweiten Liga und 9 Mannschaften aus der dritten Liga. 
| Datum      |                             | Ergebnis  |                                 |
| ---------- | --------------------------- | --------- | ------------------------------- |
| 03.08.1994 | FK Tarpeda Schodsina (II)   | 3:2       | FK Legmasch Orscha (III)        |
| 03.08.1994 | FK Dnjapro Rahatschou (III) | 0:1       | Fomalgaut Baryssau (III)        |
| 03.08.1994 | Chimik Swetlahorsk (II)     | 3:1       | ZLiN Homel (II)                 |
| 03.08.1994 | KPF Slonim (II)             | 1:3       | Santanas Samachwalawitschy (II) |
| 03.08.1994 | Stroitel Bjarosa (III)      | 5:2 n. V. | Autaprowad Schtschutschyn (III) |
| 03.08.1994 | Kamunalnik Pinsk (II)       | 3:1       | Biolog Nawapolazk (III)         |
| 03.08.1994 | Naftan Nawapolazk (III)     | 1:0       | Transmasch Mahiljou (II)        |
| 03.08.1994 | Sarja Jasyl (III)           | 0:1       | Metapol Baranawitschy (III)     |
| 03.08.1994 | Kardan-Flyers Hrodna (II)   | 2:3       | Palesse Masyr (II)              |

## 2. Runde
Teilnehmer waren die 9 Sieger der ersten Runde, die 16 Mannschaften der Wyschejschaja Liha 1994/95 und sieben weitere Drittligisten: Ataka-Aura Minsk, Brestbytchim Brest, Chimwalankno Hrodna, Stroitel Staryja Darohi, Drewaaprazoutschyk Masty, Dinamo-Juni Minsk und Fandok-2 Babrujsk.
| Datum      |                                 | Ergebnis              |                             |
| ---------- | ------------------------------- | --------------------- | --------------------------- |
| 31.08.1994 | Brestbytchim Brest (II)         | 0:1 n. V.             | Dnjapro Mahiljou (I)        |
| 31.08.1994 | Ataka-Aura Minsk (II)           | 0:3                   | FK Maladsetschna (I)        |
| 31.08.1994 | Palesse Masyr (II)              | 5:1                   | FK Schachzjor Salihorsk (I) |
| 31.08.1994 | Metapol Baranawitschy (II)      | 1:3                   | Lokomotiv Wizebsk (I)       |
| 31.08.1994 | Chimik Swetlahorsk (II)         | 2:3                   | Wedrytsch Retschyza (I)     |
| 31.08.1994 | Fomalgaut Baryssau (III)        | 1:0                   | Dwina Wizebsk (I)           |
| 31.08.1994 | Dinamo-Juni Minsk (III)         | 2:4                   | FK Dinamo Minsk (I)         |
| 31.08.1994 | Chimwalankno Hrodna (II)        | 0:3                   | Tarpeda Mahiljou (I)        |
| 31.08.1994 | Stroitel Staryja Darohi (II)    | 2:0                   | FK Babrujsk (I)             |
| 31.08.1994 | Fandok-2 Babrujsk (III)         | 0:5                   | Schinnik Babrujsk (I)       |
| 31.08.1994 | Kamunalnik Pinsk (II)           | 0:1                   | FK Dinamo Brest (I)         |
| 31.08.1994 | FK Tarpeda Schodsina (II)       | 1:2                   | Dinamo-93 Minsk (I)         |
| 31.08.1994 | Drewaaprazoutschyk Masty (II)   | 1:2                   | FK Arbita Lida (I)          |
| 31.08.1994 | Santanas Samachwalawitschy (II) | 1:3                   | FK Njoman Hrodna (I)        |
| 31.08.1994 | Naftan Nawapolazk (II)          | 5:1                   | Homselmasch Homel (I)       |
| 31.08.1994 | Stroitel Bjarosa (III)          | 1:1 n. V. (1:4 i. E.) | Tarpeda Minsk (I)           |

## Achtelfinale
Teilnehmer: Die 16 Sieger der zweiten Runde.
| Datum      |                         | Ergebnis  |                              |
| ---------- | ----------------------- | --------- | ---------------------------- |
| 31.08.1994 | Lokomotiv Wizebsk (I)   | 0:1       | Dinamo-93 Minsk (I)          |
| 31.08.1994 | FK Maladsetschna (I)    | 1:0       | FK Dinamo Minsk (I)          |
| 31.08.1994 | FK Dinamo Brest (I)     | 0:1 n. V. | Tarpeda Mahiljou (I)         |
| 31.08.1994 | FK Arbita Lida (I)      | 0:1       | Stroitel Staryja Darohi (II) |
| 31.08.1994 | Dnjapro Mahiljou (I)    | 1:0       | FK Njoman Hrodna (I)         |
| 31.08.1994 | Wedrytsch Retschyza (I) | 2:1 n. V. | Fomalgaut Baryssau (III)     |
| 31.08.1994 | Tarpeda Minsk (I)       | 0:2       | Palesse Masyr (II)           |
| 31.08.1994 | Schinnik Babrujsk (I)   | 2:1       | Naftan Nawapolazk (III)      |

## Viertelfinale
| Datum      |                          | Ergebnis              |                              |
| ---------- | ------------------------ | --------------------- | ---------------------------- |
| 21.09.1994 | Tarpeda Mahiljou (I)     | 2:1                   | Palesse Masyr (II)           |
| 21.09.1994 | Dnjapro Mahiljou (I)     | 2:0                   | FK Maladsetschna (I)         |
| 21.09.1994 | Dinamo-93 Minsk (I)      | 1:0                   | Stroitel Staryja Darohi (II) |
| 21.09.1994 | Wedrytsch Retschyza (II) | 0:0 n. V. (1:4 i. E.) | Schinnik Babrujsk (I)        |

## Halbfinale
| Datum      |                      | Ergebnis              |                       |
| ---------- | -------------------- | --------------------- | --------------------- |
| 26.10.1994 | Tarpeda Mahiljou (I) | 4:0                   | Schinnik Babrujsk (I) |
| 21.09.1994 | Dinamo-93 Minsk (I)  | 1:1 n. V. (6:5 i. E.) | Dnjapro Mahiljou (I)  |

## Finale
| Paarung          | Dinamo-93 Minsk – Tarpeda Mahiljou |
| Ergebnis         | 1:1 n. V. (0:1, 1:1), 7:6 i. E. |
| Datum            | 28. Juni 1995 |
| Stadion          | Dinamo-Stadion, Minsk |
| Zuschauer        | 2.500 |
| Schiedsrichter   | Wadsim Schuk |
| Tore             | 0:1 Oleh Kusmenok (39.) 1:1 Andrej Dounar (76.) Elfmeterschießen: 1:0 Jury Wjarhejtschyk 1:1 Dmitrij Golowin 2:1 Andrej Schyla 2:2 Aljaksandr Prychodzka 3:2 Andrej Laupyk Oleksandr Rjabokon Wadim Skryptscheanka Ihor Saweljau Pawel Schaurou 3:3 Uladsimir Mihurski 4:3 Andrej Turtschynowitsch 4:4 Wjatscheslau Heraschtschanka 5:4 Andrej Dounar 5:5 Aljaksandr Sjadnjou 6:5 Ihar Tarlouski 6:6 Oleh Kusmenok 7:6 Sergej Pawljutschuk Wiktar Pintschyk |
| Dinamo-93 Minsk  | Aljaksandr Jaunewitsch – Wadim Artamonau (46. Dmitrij Bespanskij), Andrej Laupyk, Sjarhej Pawljutschuk, Ihar Tarlouski – Andrej Dounar, Jury Wjarhejtschyk, Fedor Sikorskij (67. Andrej Turtschynowitsch), Wadim Skryptschanka – Pawel Schaurou, Andrej Lobanau (91. Andrej Schyla) Cheftrainer: Wiktar Sokal |
| Tarpeda Mahiljou | Andrej Hus (118. Sergej Sinizyn) – Aljaksandr Sjadnjou, Wiktor Pintschyk, Aljaksandr Prychodzka, Oleksandr Rjabokon – Dmitrij Golowin, Uladsimir Mihurski, Sjarhej Tepljakau (77. Ihor Saweljau), Wjatscheslau Heraschtschanka – Wiktar Rudoj (79. Sergej Omeljusik), Oleh Kusmenok Cheftrainer: Michail Bass |
| Gelbe Karten     | Andrej Dounar, Sjarhej Pawljutschuk, Pawel Schaurou – Dmitrij Golowin |